# Agastoschizomus huitzmolotitlensis
Agastoschizomus huitzmolotitlensis är en spindeldjursart som beskrevs av Verner Hawsbrook Rowland 1975. Agastoschizomus huitzmolotitlensis ingår i släktet Agastoschizomus och familjen Protoschizomidae. Inga underarter finns listade i Catalogue of Life.